# Odama
Odama ist ein im antiken Japan angesiedeltes Flipperspiel des Spieleentwicklers Nintendo. Das Spiel erschien im April 2006 für den Nintendo GameCube.

## Geschichte
Der Yamanouchi-Clan wurde vor langer Zeit aus seiner Heimat vertrieben. Nun will er die Herrschaft zurückgewinnen und zieht gegen den Karasuma-Clan in den Krieg. Die Vorteile des Yamanouchi-Clans:
Odama, eine riesige Kugel, die, als Waffe eingesetzt, riesigen Schaden in den gegnerischen Reihen anrichten kann. Die zweite Waffe ist die Nin-Ten-Glocke, welche, von der Odama getroffen, die Feinde durch ihren Klang zu Boden zwingt.

## Besonderheiten des Spiels
In Odama wurden die Spielprinzipien zweier Genres vermischt. Der Spieler muss wie in einem Flipperspiel eine Kugel mit zwei Flippern auf dem Spielfeld halten und wie in einem Strategiespiel die eigenen Einheiten koordinieren.

## Spielverlauf
Nach einer Intro-Sequenz beginnt das Spiel. Das Ziel ist es, die von eigenen Soldaten getragene Nin-Ten-Glocke an den oberen Rand des Spielfeldes bringen zu lassen und sie dabei vor den gegnerischen Samurai zu schützen. Erschwert wird dies durch ein Zeitlimit, verschiedene Levelaufgaben und die gegnerischen Soldaten und Gebäude.
Die Kugel wird von den Flippern angeschoben und gelangt so aufs Spielfeld. Den eigenen Soldaten werden per Mikrofon kurze Befehle wie Sammeln! oder Vorrücken! gegeben und zusätzlich kann das Spielfeld leicht geneigt werden, um so den Verlauf der Odama zu beeinflussen. Außerdem müssen in den einzelnen Leveln Aufgaben gelöst werden. Ein Beispiel dafür: Um auf ein anderes Spielfeld zu gelangen, muss ein Tor geöffnet werden, der Spieler muss seinen Soldaten nun per Mikrofon den Befehl geben, den Schlüssel zum Tor zu bringen. Dabei muss er nun auch die Schlüsselträger vor Feinden schützen. Ist die Glocke am oberen Rand des Feldes angelangt und hat man die Aufgaben gelöst, ist der Level erfolgreich absolviert und man kann den nächsten spielen.